# 한국목재공학회
한국목재공학회(Korean Society of Wood Science & Technology)는 임산물에 관한 학문 및 기술의 발전과 회원상호간의 친목을 목적으로 2008년 10월 15일 설립된 대한민국 산림청 소관의 사단법인으로 대한민국의 학술단체이다. 사무실은 서울특별시 동대문구 회기로 57 (청량리동, 국립산림과학원 나무병원동 2층)에 있다.

## 연혁
- 1971년 2월 19일 : 목재공학분야 회원10여명이 산학협동기구 창설 준비기구인 임산가공연구회를 조직
- 1972년 7월 1일 : 현 한국목재공학회의 전신인 한국목재공업기술협회(가칭) 설립
- 1972년 7월 15일 : 한국목재공업기술협회의 창립총회 실시(초대회장 심종섭)
- 1973년 2월 21일 : 한국과학기술단체연합회에 가입
- 1973년 : 한국목재공학회의 회지 발간시작
- 1978년 4월 28일 : 한국목재공학회로 개칭
- 1980년 5월 2일 : 제1회 국제임산공업학술심포지움 개최(서울대학교 임업시험장)
- 2000년 7월 : 한국목재공학회 홈페이지 제작
- 2003년 4월 : IAWPS 개최(대전 롯데호텔)
- 2005년 8월 27일 : 한중 Joint Conference(중국연길)
- 2005년 11월 27일 : IAWPS 2005 참가(요코하마 Pacifico Yokohama 국제회의센터)
- 2008년 10월 15일 : 사단법인 등록(산림청)
- 2008년 11월 6일 :  국제심포지움(동북아 목재산업의 비전 및 발전전략)
- 2010년 8월 23일 ~ 28일 : IUFRO 총회 기간 내 학회홍보 사업 진행
- 2010년 12월 14일 : 「국산목재 이용 한옥 심포지엄」개최
- 2011년 1월 : 학회 사무실(국립산림과학원내) 입주 승인

## 주요 사업
- 학술발표회 및 강연회 개최
- 학회지 및 학술간행물 발간
- 학계와 산업계와의 기술정보 교환 및 협조증진
- 연구, 시험, 조사, 기술지도
- 학술 및 기술정보의 모집과 이의 소개
- 학술연구의 장려와 포상
- 기타 목적달성에 필요한 사업